# Ліхтенштейн на літніх Олімпійських іграх 1936
Ліхтенштейн вперше брав участь у Літніх Олімпійських іграх 1936 року в Берліні (Німеччина) та не завоював жодної медалі. Країну представляли шість спортсменів, які брали участь у змаганнях з велоспорту, легкої атлетики та стрільби.

## Велоспорт
Основна стаття: Велоспорт на літніх Олімпійських іграх 1936
Спортсменів — 1

### Шосейні перегони
| Спортсмен      | Гонка         | Час          | Місце |
| -------------- | ------------- | ------------ | ----- |
| Адольф Шрейбер | Групова гонка | Не фінішував | -     |

## Легка атлетика
Спортсменів — 2
Чоловіки
| Спортсмен     | Вид           | Попереднє коло | Попереднє коло | Чвертьфінал | Чвертьфінал | Півфінал   | Півфінал   | Фінал      | Фінал      |
| Спортсмен     | Вид           | Результат      | Місце          | Результат   | Місце       | Результат  | Місце      | Результат  | Місце      |
| ------------- | ------------- | -------------- | -------------- | ----------- | ----------- | ---------- | ---------- | ---------- | ---------- |
| Ксав'єр Фрік  | 100м          | -              | 6              | Не пройшов  | Не пройшов  | Не пройшов | Не пройшов | Не пройшов | Не пройшов |
| Ксав'єр Фрік  | 200м          | -              | 6              | Не пройшов  | Не пройшов  | Не пройшов | Не пройшов | Не пройшов | Не пройшов |
| Оскар Оспельт | 100м          | -              | 6              | Не пройшов  | Не пройшов  | Не пройшов | Не пройшов | Не пройшов | Не пройшов |
| Оскар Оспельт | Метання диска | NM             | -              | Не пройшов  | Не пройшов  | Не пройшов | Не пройшов | Не пройшов | Не пройшов |

## Стрільба
Спортсменів − 3
| Спортсмен      | Вид                          | Результат | Місце |
| -------------- | ---------------------------- | --------- | ----- |
| Августин Гілті | Малокаліберна гвинтівка, 50м | 288       | 44    |
| Рудольф Сенті  | Малокаліберна гвинтівка, 50м | 281       | 61    |
| Рудольф Йелле  | Малокаліберна гвинтівка, 50м | 280       | 63    |